# Río Papuri
Le río Papuri est une rivière de Colombie et un affluent du río Vaupés, donc un sous-affluent de l'Amazone par le rio Negro.

## Géographie
Le río Papuri prend sa source dans l'est du département de Vaupés. Il coule ensuite vers l'est avant de rejoindre le río Vaupés par sa rive droite au niveau de la ville de Iauareté.
Sur une partie de son cours, le río Papuri marque la frontière entre le Brésil et la Colombie.

## Peuple vivant le long des berges du río Papuri
Les Tucanos (ou Tukanos) orientaux occupent un territoire délimité par le réseau des rivières Vaupés, Tiquié, Papuri et Pira Paraná.